# Polastron (Gers)
Polastron é uma comuna francesa na região administrativa de Occitânia, no departamento de Gers. Estende-se por uma área de 15,21 km². Em 2010 a comuna tinha 278 habitantes (densidade: 18,3 hab./km²).